# Romeins eclecticisme
Het Romeins eclecticisme was de overname van Etruskische, Griekse en oosterse elementen in de Romeinse cultuur, zij het aangepast aan de Romeinse cultuur.

## Architecturaal eclecticisme
In de Romeinse architectuur uitte het eclecticisme zich onder andere in de Romeinse tempels, Romeinse theaters, mozaïeken, enzovoorts.

## Filosofische eclecticisme
De Romeinse filosofen vergeleken vaak de Griekse filosofische stelsels en kozen vervolgens dat wat volgens hen het dichtst bij de waarheid lag. Het was voor hen een manier om zich beter in de wereld te kunnen oriënteren. Misschien wel de beroemdste Romeinse filosofische eclecticus was Marcus Tullius Cicero.